# Válcová soustava souřadnic

Bod ve válcové soustavě souřadnic.

Válcová soustava souřadnic (cylindrická soustava souřadnic) je soustava souřadnic v prostoru, u které jedna souřadnice (označovaná {\displaystyle r}) udává vzdálenost bodu od osy z, druhá souřadnice (označovaná {\displaystyle \varphi }) udává úhel průmětu průvodiče bodu do roviny {\displaystyle xy} od zvolené osy ležící v rovině (nejčastěji {\displaystyle x}) a třetí souřadnice (označovaná {\displaystyle z}) polohu bodu na ose z.
Válcová soustava souřadnic je vhodná pro řešení problémů s válcovou symetrií. Takové mají zpravidla ve válcových souřadnicích podstatně jednodušší tvar.
Transformace válcových souřadnic na kartézské:

{\displaystyle x=r\cos {\varphi },}

{\displaystyle y=r\sin {\varphi },}

{\displaystyle z=z.\,}

Převod kartézských souřadnic na válcové:

{\displaystyle r={\sqrt {x^{2}+y^{2}}}}

{\displaystyle \varphi =\operatorname {arctg} \left(y/x\right)}

{\displaystyle z=z\,,}

kde arctg2(x,y) je zobecnění funkce arkus tangens.
Jakobián |J| = r.
(viz Jacobiho determinant)